# Шведський клас І з хокею 1923
Клас 1: 1923 — 1-й сезон у Класі 1, що був на той час найвищою за рівнем клубною лігою у шведському хокеї з шайбою. 
У чемпіонаті взяли участь 6 клубів. Турнір проходив у одне коло.
Переможцем змагань став клуб ІК «Йота» (Стокгольм) . 

## Турнірна таблиця
|   | Команда                   | І | В | Н | П | Ш       | О |
| - | ------------------------- | - | - | - | - | ------- | - |
| 1 | ІК «Йота» (Стокгольм)     | 5 | 4 | 1 | 0 | 27 - 11 | 9 |
| 2 | «Юргорден» ІФ (Стокгольм) | 5 | 3 | 1 | 1 | 22 - 13 | 7 |
| 3 | «Гаммарбю» ІФ (Стокгольм) | 5 | 3 | 0 | 2 | 17 - 10 | 6 |
| 4 | ІФК Стокгольм             | 5 | 2 | 2 | 1 | 16 - 13 | 6 |
| 5 | Нака СК                   | 5 | 1 | 0 | 4 | 15 - 28 | 2 |
| 6 | ІФ «Ліннеа» (Стокгольм)   | 5 | 0 | 0 | 5 | 7 - 29  | 0 |